# ゴレスターン宮殿
ゴレスターン宮殿（ゴレスターンきゅうでん、ペルシア語: کاخ گلستان、英語: Golestan Palace）は、イランの首都テヘランにあるガージャール朝時代に築かれた宮殿で、2013年の第37回世界遺産委員会で世界遺産に登録された。

## 概要
テヘランの歴史地区の中心部に位置し、テヘラン最古の建造物のひとつに数えられる。前身となる建造物はサファヴィー朝時代に築かれており、拡張と増築の末19世紀に王家の住居兼ガージャール朝の政庁とされたことで今に残る特徴的な装飾が付与された。現在は主に8つの構造物からなり、多くは博物館として使用されている。中心部には同名の庭園が広がり、全体を門のある外壁が取り囲んでいる。

## 登録基準
この世界遺産は世界遺産登録基準のうち、以下の条件を満たし、登録された（以下の基準は世界遺産センター公表の登録基準からの翻訳、引用である）。
- (2) ある期間を通じてまたはある文化圏において、建築、技術、記念碑的芸術、都市計画、景観デザインの発展に関し、人類の価値の重要な交流を示すもの。
  - ゴレスターン宮殿はペルシャ美術と欧州の建築様式・モチーフが融合した類いまれな例で、 梁を支えるために鋳鉄を利用するなど、ヨーロッパの建築技術が導入されている。ゴレスターン宮殿の記念碑的芸術と建築レイアウト、建造技術は東西の統合を象徴するもので、現代イランの美術家、建築家に多くのインスピレーションを与えている。

- (3) 現存するまたは消滅した文化的伝統または文明の、唯一のまたは少なくとも稀な証拠。
  - ゴレスターン宮殿は、ガージャール朝がなした美術的・建築的成果を最もよく表現する例であり、その当時の権力と美術の中心であったことを物語る。それはガージャール朝そのものを代表する例とみなされている。

- (4) 人類の歴史上重要な時代を例証する建築様式、建築物群、技術の集積または景観の優れた例。
  - ゴレスターン宮殿は、現代化が進んでいた19世紀ペルシャの類いまれな時代を表す美術・建築の第一の例である。また古代ペルシャの美術・建築への影響と同様の西洋の現代的な影響を示すとともに、その融合による新しいタイプの美術と建築を生み出す変化していった時代を反映している。

## 日本との関係
日本の初代駐ペルシャ特命全権公使笠間杲雄は、ゴレスターン宮殿で信任状を捧呈した。この故事を祝して、日本・イラン外交関係樹立90周年に当たる2019年の8月に両国の友好関係をテーマとした記念行事が開催され、山田賢司外務大臣政務官やモハンマド・ハサン・ターレビアン文化遺産・手工芸・観光庁副長官などが参加した。

## 参考資料
1. ↑  Centre, UNESCO World Heritage. “Golestan Palace” (英語). UNESCO World Heritage Centre. 2019年7月15日閲覧。
2. ↑  『外交青書 第63号 2020年版』第2章 地球儀を俯瞰する外交 > 第6節 中東と北アフリカ, p.120